# Emotive
Emotive (zapis stylizowany: eMOTIVe) – trzeci album wydany przez rockowy zespół A Perfect Circle, wydany w 2004 roku. Płyta zawiera szereg coverów różnych wykonawców.

## Lista utworów
1. "Annihilation" (Crucifix) – 2:13
2. "Imagine" (John Lennon) – 4:48
3. "(What’s So Funny ’Bout) Peace, Love, and Understanding" (Nick Lowe; Elvis Costello) – 5:03
4. "What's Going On" (Marvin Gaye) – 4:53
5. "Passive" (Tapeworm) – 4:09
6. "Gimmie Gimmie Gimmie" (Black Flag) – 2:18
7. "People Are People" (Depeche Mode) – 3:43
8. "Freedom of Choice" (Devo) – 2:59
9. "Let's Have a War" (Fear) – 3:28
10. "Counting Bodies Like Sheep to the Rhythm of the War Drums" – 5:36
11. "When the Levee Breaks" (Memphis Minnie i Kansas Joe McCoy; Led Zeppelin) – 5:55
12. "Fiddle and the Drum" (Joni Mitchell) – 3:06

## Twórcy
- Maynard James Keenan – śpiew
- Billy Howerdel – gitara, gitara basowa
- James Iha – gitara
- Danny Lohner – gitara, gitara basowa
- Jeordie White – gitara basowa
- Paz Lenchantin – instrumenty klawiszowe
- Josh Freese – perkusja